# Droite républicaine
L'expression « droite républicaine » désigne, dans le langage politique français, un courant de la droite rallié à la République. 

## Cinquième République
Sous la Cinquième République française, l'expression « Droite républicaine » est parfois employée pour qualifier les mouvements politique de droite libérale[réf. nécessaire] et néo-gaulliste, par opposition aux mouvements d'extrême droite et principalement au Front national, considéré comme un parti d'opposition au régime républicain en raison de sa filiation (partielle) avec la « droite contre-révolutionnaire » théorisée par René Rémond. Le même terme est utilisé avec le même sens dans l'expression plus ancienne de « Front républicain ».
Selon Michel Winock, Nicolas Sarkozy, président de 2007 à 2012, est le premier président de la Ve République à se réclamer de la « droite républicaine », sans toutefois définir ce terme, alors que les partis issus du gaullisme avaient traditionnellement revendiqué le « rassemblement » plutôt que l'appartenance à la droite. En juillet 2012, Guillaume Peltier fonde La Droite forte, un courant de l'Union pour un mouvement populaire (UMP). Il dépose en même temps une marque « La Droite républicaine » auprès de l'Institut national de la propriété industrielle, alors que plusieurs leaders de l'UMP font usage de l'expression dans la perspective d'un congrès du parti.
En 2024, lors de l'ouverture de la XVIIe législature, le groupe Les Républicains à l'Assemblée nationale est rebaptisé groupe La Droite républicaine.